# Joseph Zuissi
Joseph Zuissi (Zürich, 7. travnja 1869. - ?, ?) je švicarski esejist, novelist, pisac i pragmatičar. 
Rođen je u Zürichu, gdje je studirao i kasnije radio. Ne zna se kada je i gdje umro. Napisao je ˝De Streptococcus Pneumoniae˝ i ˝Wie ich früher gedacht habe˝.